# 오카모토 야스아키
오카모토 야스아키(일본어: 岡本 賢明, 1988년 4월 9일 ~ )는 일본의 전 축구 선수이다.

## 구단 경력
그는 2007년부터 2017년까지 J리그의 콘사돌레 삿포로, 로아소 구마모토에서 활동하였다.